# 卡萨蒂斯马
卡萨蒂斯马（義大利語：Casatisma），是意大利帕维亚省的一个市镇。总面积5.46平方公里，人口878人，人口密度160.8人/平方公里（2009年）。国家统计（ISTAT）代码为018032。